# Kim Macari

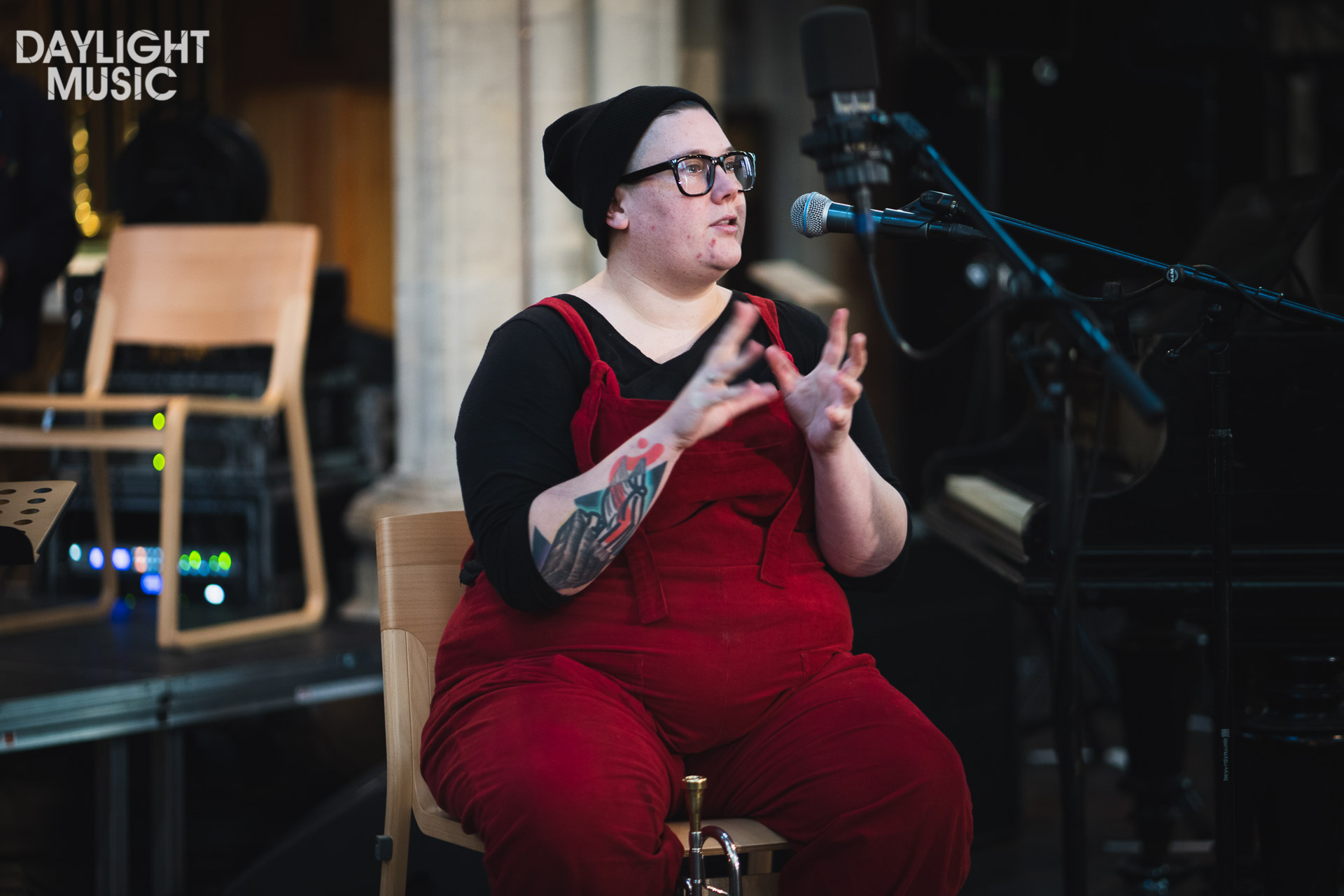
Kim Macari (2021)

Kim Macari (* um 1989) ist eine britische Jazzmusikerin (Trompete, Komposition).

## Leben und Wirken
Macari, die in Schottland aufwuchs, spielte zunächst im Fife Youth Jazz Orchestra, 2007 im vom Tommy Smith geleiteten Youth Jazz Orchestra; ab 2008 studierte sie Jazz am Leeds College of Music und gehörte in Leeds zum James Hamilton Jazz Orchestra.
Seit 2015 ist Macari Mitglied des Quartetts Family Band (mit Tom Rivière), mit dem drei Alben entstanden; zudem gehört sie zu dem Spoken-Word-Projekt We Tell Ourselves Stories in Order to Live und dem Multimedia-Duo Seeing Sound (mit Raymond MacDonald). Außerdem sie an Aufnahmen des Deep Tide Quartet, Julie Tippetts/Martin Archer und des  Olie Brice Octet (Fire Hills, 2022) beteiligt. Des Weiteren ist Macari als Programmgestalterin im Vortex Jazz Club tätig; sie ist Vorstandsmitglied von Jazz from Scotland und Mitglied des Jazz Promotion Network. Im Bereich des Jazz war sie laut Tom Lord zwischen 2007 und 2019 an acht Aufnahmesessions beteiligt.

## Diskographische Hinweise
- Engine Room Favourites: Blue Meat, Black Diesel & Engine Room Favourites (2013)
- Martin Archer & Julie Tippetts: Vestigium (2015)
- Storytellers: Storytellers (2016)
- Engine Room Favourites: Safety Signal from a Target Town (2017)
- Deep Tide Quartet: See One, Do One, Teach One (2018)
- Martin Archer: Anthropology Band (2019)